# Rama IX., tajlandski kralj
Bhumibol Adulyadej (Cambridge, 5. prosinca 1927. – 13. listopada 2016.), službeno zvan "Veliki" (tai: มหาราช, Maharaja) te isto tako poznat kao Rama IX., bio je kralj Tajlanda. S obzirom na to da je vladao od 9. lipnja 1946. do smrti, Bhumibol je najdugovječnijim monarhom u tajlandskoj povijesti, a u trenutku smrti najdugovječniji svjetski monarh.
Iako je Bhumibol ustavni monarh, nekoliko puta je odlučno intervenirao u tajlandsku politiku, uključujući političku krizu 2005. – 2006. Bhumibolu mnogi također pripisuju važnu ulogu u tajlandskoj tranziciji prema demokraciji 1990-ih, iako je u ranijim periodima vladavine znao podržavati vojne režime. Nije se odupro državnom udaru u rujnu 2006. kojim je svrgnuta prethodno izabrana vlada premijera Thaksina Shinawatre.
Bhumibol koristi svoje ogromno bogatstvo kako bi financirao razne razvojne projekte, posebno u seoskim područjima. Nevjerojatno je popularan u Tajlandu, a mnogi Tajlanđani na njega gledaju kao polubožanstvo. Kritičari, uglavnom izvan Tajlanda, priposuju taj status suzbijanju kritike monarhije.
Bhumibol je rođen u Sjedinjenim Državama, a obrazovan u Švicarskoj. Bhumibol se je u slobodno vrijeme bavio glazbom, umjetnošću i jedrenjem.